# Pachycephala tenebrosa
El picanzo de Palau (Pachycephala tenebrosa) es una especie de ave paseriforme de la familia Colluricinclidae endémica de Palaos.

## Distribución y hábitat
El picanzo de Palau es endémico de las islas Babelthuap, Koror, Garakayo, Peleliu y Ngabad del archipiélago de Palaos. Su hábitat natural son los bosques primarios tropicales isleños. Es más abundante en las islas más pequeñas de su área de distribución.